# Салајна (Канзас)
Салајна (енгл. Salina) град је у америчкој савезној држави Канзас.

## Демографија
По попису из 2010. године број становника је 47.707, што је 2.028 (4,4%) становника више него 2000. године.
| Група             | 2000.          | 2010.          |
| Белци             | 39.031 (85,4%) | 38.274 (80,2%) |
| Афроамериканци    | 1.630 (3,6%)   | 1.782 (3,7%)   |
| Азијати           | 896 (2,0%)     | 1.095 (2,3%)   |
| Хиспаноамериканци | 3.067 (6,7%)   | 5.112 (10,7%)  |
| Укупно            | 45.679         | 47.707         |